# Alexei Alexandrowitsch Petrow
Alexei Alexandrowitsch Petrow (russisch Алексе́й Алекса́ндрович Петро́в; * 8. September 1974 in Wolgograd, Sowjetunion) ist ein ehemaliger russischer Gewichtheber.

## Sportliche Karriere
Sein internationales Debüt machte Petrow bei der Junioren-WM 1992 in Warna, wo er mit 357,5 kg im Leichtschwergewicht bis 82,5 kg Gold holte. Nachdem er 1993 noch die Junioren-WM gewonnen hatte, nun im Mittelschwergewicht bis 91 kg, trat er 1994 bei der EM in Sokolow erstmals bei den Senioren an. Mit einem neuen Zweikampfweltrekord von 412,5 kg holte sich Petrow souverän Gold vor dem Georgier Akakios Kachiasvilis mit 400,0 kg und dem Bulgaren Iwan Tschakarow mit 395,0 kg.
Mit dem gleichen Zweikampfergebnis gewann er auch die Weltmeisterschaft 1994 in Istanbul. Des Weiteren stellte er dort gleich zwei Weltrekorde auf. Im Reißen bewältigte er 186,0 kg und im Stoßen 228,0 kg, die allerdings aufgrund der damals geltenden 2,5-kg-Regel nur mit 412,5 kg in die Wertung eingingen.
Zur WM im Oktober 1995 in Guangzhou erzielte Petrow 410,0 kg und gewann somit Gold, wurde allerdings nach einem positiven Dopingtest disqualifiziert und auf Lebenszeit gesperrt. Im darauffolgenden Juni jedoch sprach das Oberste Moskauer Gericht Petrows Ex-Freundin schuldig ihm aus Eifersucht heimlich Anabolika verabreicht zu haben, was zur Begnadigung Petrows seitens der IWF führte und ihm ermöglichte bei den Olympischen Spielen in Atlanta zu starten.
Zu den Olympischen Spielen in Atlanta 1996 trat Petrow als klarer Titelfavorit an, vor allem nachdem Kachiasvilis ins Schwergewicht bis 99 kg wechselte. Mit einem Zweikampfergebnis von 402,5 kg und mit einem Weltrekord im Reißen von 187,5 kg holte sich Petrow olympisches Gold vor dem Griechen Leonidas Kokas und Oliver Caruso, die beide 390 kg erzielten.
Nach dreijähriger Wettkampfpause versucht sich Petrow bei den Weltmeisterschaften in Athen 1999 erneut in der Klasse bis 94 kg am Titelgewinn, konnte allerdings mit 395,0 kg nur den fünften Platz belegen. Auch bei der EM 2000 in Sofia erreichte er mit 390,0 kg wieder den fünften Platz, umso erstaunlicher war deshalb sein Abschneiden bei den Olympischen Spielen 2000 in Sydney, wo er mit 402,5 kg im Zweikampf Dritter hinter Kachiasvilis und Szymon Kolecki wurde.
2002 konnte Petrow ein weiteres Mal die Europameisterschaften gewinnen. Er erzielte 400,0 kg und platzierte sich somit vor Milen Dobrew mit 397,5 kg.
Sein letztes internationales Turnier bestritt Petrow 2003 bei der WM in Vancouver. Hier gewann er mit 185,0 kg zwar Silber im Reißen, scheiterte allerdings im Stoßen zweimal an seinem Einstiegsgewicht von 220,0 kg, steigerte dann auf 222,5 kg und scheiterte erneut.

## Persönliche Bestleistungen
- Reißen: 187,5 kg in der Klasse bis 91 kg 1996 in Atlanta
- Stoßen: 228,0 kg in der Klasse bis 91 kg 1994 in Istanbul
- Zweikampf: 412,5 kg in der Klasse bis 91 kg 1994 in Sokolov